# Grad Janina
Grad Janina (grško Κάστρο Ιωαννίνων) je utrjeno staro mestno jedro mesta Janina v severozahodni Grčiji. Sedanja utrdba v veliki meri izvira iz obnove pod Ali Pašo v poznem osmanskem obdobju, vendar vključuje tudi že obstoječe bizantinske elemente.

## Zgodovina
Janina je prvič zagotovo omenjena v dekretu iz leta 1020 bizantinskega cesarja Bazilija II., vendar je očitno obstajala že nekaj stoletij prej. Tradicionalno velja, da je bil temelj in prva utrdba mesta postavljena v 6. stoletju, ko zgodovinar Prokopij iz Cezareje (De Aedificiis, IV.1.39–42) opisuje gradnjo novega, »dobro utrjenega« mesta s strani bizantinskega cesarja Justinijana I. (vladal 527–565) za prebivalce starodavne Evroje. Tega stališča pa ne podpirajo nobeni konkretni arheološki dokazi. Zgodnja izkopavanja v 21. stoletju so poleg tega razkrila utrdbe iz helenističnega obdobja (4.–3. stoletje pr. n. št.), katerih poteku so v veliki meri sledile poznejše rekonstrukcije trdnjave v bizantinskem in osmanskem obdobju. Identifikacija mesta z enim od znanih starodavnih mest v Epiru še ni bila mogoča. Grški arheolog K. Tsoures je bizantinsko mestno obzidje in severovzhodno citadelo datiral v 10. stoletje. Dodatki v poznem 11. stoletju, vključno z jugovzhodno citadelo, se tradicionalno pripisujejo kratkotrajni okupaciji mesta s strani Normanov pod vodstvom Bohemonda iz Taranta.
Po padcu Bizantinskega cesarstva v četrti križarski vojni leta 1204 je bila zgodovina mesta burna: postalo je del bizantinske grške naslednice države Epir, leta 1319 je pripadlo obnovljenemu Bizantinskemu cesarstvu pod dinastijo Paleologov in ga zavzeli srbski vladar Štefan Dušan leta 1346. Firenški pustolovec Esau de' Buondelmonti je leta 1385 prevzel mesto iz rok srbskih vladarjev, ki mu je sledila družina Tocco, vladarji Kefalonije in Zakintosa, od leta 1411 do zavzetja mesta s strani Osmanskega cesarstva 9. oktobra 1430. V letih takoj po letu 1204 so obnovili mestno obzidje in severovzhodno citadelo, nadaljnjo obnovo pa so izvedli v letih 1367–84 pod vodstvom Thomasa Preljubovića. Potek bizantinskega obzidja v veliki meri sovpada z obstoječo utrdbo, vendar je bilo do izkopavanj v zadnjih nekaj desetletjih znanih nekaj podrobnosti o njem, kot sta število in zgradba stolpov.
Mesto je ostalo pod osmansko oblastjo od leta 1430, dokler ga Grčija ni zavzela v prvi balkanski vojni leta 1913. V osmanski dobi je mesto uživalo precejšnjo blaginjo in doseglo vrhunec svoje prevlade pod vladavino Ali Paše, ki je postal vladar velike polavtonomne države, ki je obsegala večji del današnje Grčije in Albanije med letom 1787 in njegovim padcem in usmrtitvijo leta 1822. Današnja podoba gradu je večinoma nastala v obdobju vladavine Ali paše; sprememb ali popravil, ki so jih na bizantinskem obzidju izvedli prejšnji osmanski guvernerji, zdaj ni več mogoče opaziti, saj je Ali Paša v začetku 19. stoletja začel obsežno rekonstrukcijo obzidja, ki je bila dokončana leta 1815. Vključevala je, kolikor je bilo mogoče, že obstoječe bizantinske utrdbe, medtem ko je dodal novo obzidje spredaj. Interval je bil zasut z ruševinami ali opremljen z obokanimi galerijami, ki so na vrhu tvorile veliko terasasto površino, na katero je bilo mogoče namestiti topove.

## Lega in spomeniki
Grad stoji na jugovzhodnem vogalu sodobnega mesta, na vrhu skalnatega rta, ki štrli v jezero Pamvotida. Nad gradom prevladujeta njegovi dve citadeli, ki sta bili ustanovljeni že v poznem 11. stoletju, kot je zapisano v Aleksiadi Ane Komnene: severovzhodna citadela, ki jo zdaj obvladuje osmanska mošeja Aslan Paše, in veliko večja jugovzhodna citadela, znana tudi kot Its Kale (iz turško Iç Kale, 'notranji grad').

### Severovzhodna citadela
Severovzhodna citadela pokriva površino približno 6000 m² in je obdana z obzidjem, ki je delno iz bizantinskega obdobja, vključno z monumentalnimi južnimi vrati, ki jih obdaja velik okrogel stolp. V bizantinskem času se je to imenovalo 'zgornji stolp' (επάνω γουλάς) in je bil sedež lokalnega guvernerja in pozneje epirskih despotov. Citadela je obsegala palačo in cerkev, posvečeno svetemu Janezu.
Po neuspelem uporu Dionizija Skilosofa leta 1611 in kasnejšem izgonu krščanskega prebivalstva iz mesta z obzidjem so cerkev sv. Janeza podrli in leta 1618 nadomestili s kompleksom mošeje Aslan Paše, ki obsega mošejo, grobnico ustanovitelja (türbe), medreso in kuhinjo, ki sta ohranjeni še danes. Citadela je postala muslimansko versko središče mesta. Danes je v mošeji Aslan Paše Mestni etnografski muzej Janine.
Zunaj citadele, vendar v neposredni bližini, ležijo Turška knjižnica, verjetno povezana z medreso, osmanska kopel (hamam) in Soufari Sarai ('jezdečeva palača'), konjeniška vojašnica, zgrajena v zadnjih letih vladavine Ali Paše (1815–20). V bližini je tudi kompleks bizantinskih kopeli.
- Cesta na grad
- Zahodna vrata
- Ulica notranjosti
- Mošeja Aslan Paše, sedaj muzej
- Ruševine osmanske kopeli
- Konjeniška vojašnica Soufari Sarai
- Osmanska knjižnica
- Muzej srebrništva

### Its Kale
Jugovzhodna citadela, bolj znana po osmanskem imenu Its Kale (grška izvedba pravega turškega iç Kale, kar pomeni 'citadela'), tvori v bistvu ločeno trdnjavo v starem mestnem jedru, ki pokriva območje ok. 30.000 m². Tradicionalno so njegovo ustanovitev pripisali okupaciji mesta s strani Bohemonda leta 1082, glavna bizantinska relikvija tega obdobja, velik okrogel stolp v središču citadele, pa je znan kot Bohemondov stolp. Tudi tukaj so nedavna izkopavanja razkrila temelje iz helenistične dobe. Literarni viri poročajo, da so bile v bizantinskem obdobju v citadeli rezidence mestnih arhontov, pa tudi stolna cerkev Taksiarhov in cerkev Pantokratorja.
Pod Ali Pašo je bil Its Kale popolnoma obnovljen in postal glavna rezidenca mogočnega vladarja. Tukaj je zgradil svojo palačo (saraj), ki se je začela leta 1788. Palačo opisujejo evropski popotniki in upodabljajo v grafiki W. L. Leitcha in H. Adlarda kot veliko in zapleteno dvonadstropno stavbo z mnogimi okni, ki ponuja odličen pogled na jezero Pamvotida. Palača je služila kot upravno središče mesta do leta 1870, ko je bila porušena, čeprav je bila med obleganjem sultanovih vojakov v letih 1821–22 že močno poškodovana, kar je povzročilo Alijev padec. Izkopavanja so pokazala, da je bil selamlik (sprejemni prostor) najverjetneje na severni strani, harem in ženski prostori pa na južni. Ohranjene ruševine pripadajo večinoma južnemu delu, vključno z ruševinami okroglega Bohemondovega stolpa.
Po grškem zavzetju mesta leta 1913 je bilo mesto glavnega kompleksa palače kasneje uporabljeno za izgradnjo mestne vojaške bolnišnice, ki je leta 1958 nadomestila novo stavbo, ki jo je zasnoval V. Harisis in naj bi služila kot kraljevi paviljon. Od leta 1995 je tukaj Bizantinski muzej v Janini. Poleg muzeja, na najbolj vzhodnem in najvišjem delu citadele, leži mošeja Fethiye z grobnico Ali Paše in ene od njegovih žena na severozahodu, pokrito z železno rešetko. Mošeja zavzema prostor mestne stolnice iz bizantinskega obdobja in je bila prvotno zgrajena po osmanski osvojitvi leta 1430. V 17. stoletju je bila obnovljena v večjem slogu, njena sedanja oblika pa sega v čas rekonstrukcije Ali Paše okoli leta 1795.
Glavni ohranjeni del Alijeve palače je tako imenovana 'zakladnica' (Θησαυροφυλάκιο) na severu, kvadratna stavba neidentificirane uporabe. Kupolasti prostor ob njej je bil kasneje spremenjen v majhno cerkev sv. Neplačancev (Άγιοι Ανάργυροι). Zakladnica je bila obnovljena v letih 1989–90 in hrani razstavo o zgodovini in metodah srebrništva v Janini in njenem širšem območju, po katerem je bila regija znana v osmanskih časih. Druge preživele ali izkopane strukture so kuhinje iz zgodnjega 19. stoletja, ki je v severozahodnem delu citadele, ki zdaj služijo kot obednica; skladišče smodnika severovzhodno od mošeje Fethiye, ki danes služi kot izobraževalni prostor, z uničeno stavbo neznanega namena med njim in kuhinjami, pa tudi uničeno podnožje drugega velikega okroglega stolpa iz bizantinske dobe; velika dvonadstropna stavba severovzhodno od zakladnice, morda vojašnica ali neidentificirani del palače, ki je ohranjen le v polovični prvotni dolžini in danes služi kot kulturni in razstavni prostor; in manjši kopališki kompleks na severu.
- Glavna vrata Its Kale
- Skladišče smodnikom
- Kuhinje palače
- Ruševine Ali-pašine palače in Bohemondov stolp
- Tako imenovana zakladnica (desno) in cerkev svetih neplačancev (levo)
- Napis v spomin na ponovno gradnjo Its Kale s strani Ali Paše, 1815